# Галактионов, Кирилл Владимирович
Кирилл Владимирович Галактионов (род. 1954) — учёный-биолог, специалист в области паразитологии.

## Биография
В 1976 году — окончил биолого-почвенный факультет Ленинградского государственного университета.
С 1981 по 1996 годы — работал в Мурманском морском биологическом институте КНЦ РАН: мл. научный сотрудник ст. научный сотрудник, зав. лабораторией паразитологии, зав. отделением экспериментальной гидробиологии, зам. директора по науке.
С 1996 года — работает в Зоологическом институте РАН (Санкт-Петербург).
Ведет преподавательскую деятельность в СПбГУ, на кафедре зоологии беспозвоночных.
Ведет исследования в областях фауны, морфологии, экологии и биологии жизненных циклов гельминтов и их роли в жизни северных морей. Результаты этих работ помимо значительного научного интереса служат основой для разработки практических рекомендаций для рыбной промышленности.
Организатор и руководитель многих береговых и морских экспедиций, в том числе высокоширотных на Новую Землю, ЗФИ и других.
Способствовал расширению международных связей ММБИ и выступил одним из организаторов встреч российских и иностранных специалистов по изучению биологии и экологии птиц и млекопитающих Западной Арктики.
Автор около 200 публикаций, в том числе нескольких книг.
Под его руководством защищены несколько кандидатских и докторских диссертаций.

## Награды
- Премия имени Е. Н. Павловского (совместно с А. А. Добровольским, за 2005 год) — за две монографии на тему: «Биология и эволюция трематод».

## Основные труды
- Галактионов К. В., Добровольский А. А. Происхождение и эволюция жизненных циклов трематод / Рос. акад. наук, Зоол. ин-т, Кол. науч. центр РАН, Мурм. мор.-биол. ин-т. — СПб.: Наука, 1998. — 404, [16] с. — ISBN 5-02-026089-4.  (недоступная ссылка)